# Кастаньоле-Монферрато
Кастаньоле-Монферрато (італ. Castagnole Monferrato, п'єм. Castagnòle Monfrà) — муніципалітет в Італії, у регіоні П'ємонт,  провінція Асті.
Кастаньоле-Монферрато розташоване на відстані близько 480 км на північний захід від Рима, 50 км на схід від Турина, 11 км на північний схід від Асті.
Населення — 1263 особи (2014).
Щорічний фестиваль відбувається 26 липня. Покровитель — Sant'Anna.

## Демографія
Населення за роками:

Станом на 1 січня 2023 року в муніципалітеті офіційно проживало 95 іноземців з 19 країн, серед них 44 громадяни країн Євросоюзу та 4 громадяни України.

## Сусідні муніципалітети
- Асті
- Калліано
- Грана
- Монтеманьо
- Портакомаро
- Рефранкоре
- Скурцоленго